# 武内竜次

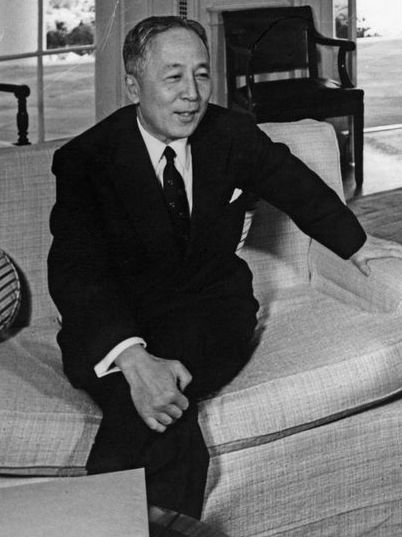
1963年4月25日、ホワイトハウスにて

武内 竜次（たけうち りゅうじ、旧字体：武內 龍󠄂次󠄁、1903年〈明治36年〉5月1日 - 1999年〈平成11年〉9月6日）は、日本の外交官。外務事務次官、駐米大使などを歴任。

## 経歴
1903年（明治36年）5月1日清国順天府（現：北京市）生まれ。旧制高千穂中学校（第8回）卒業。旧制佐賀高等学校文科甲類を経て、東京大学法学部。
1927年（昭和2年）外交官試験に合格し、オックスフォード大学留学、イギリス、上海、ドイツ国、ソビエト連邦在勤、外務省政務局第三課長（ソ連課長）などを経て、戦後、1945年（昭和20年）終戦連絡中央事務局第二部長。1946年（昭和21年）外務省参事官兼終連事務局第五部長。同年終戦連絡札幌事務局長（のち北海道連絡調整事務局長）。1948年（昭和23年）京都連絡調整事務局長。1949年（昭和24年）戦後新設なった通産省の初代通商局長（通商監）を歴任。
吉田茂の外交をささえ、1951年（昭和26年）在ワシントン日本政府在外事務所所長、1952年（昭和27年）在アメリカ大使館公使、1952年（昭和27年）9月 初の国際連合代表部公使となる。欧米局長、ベルギー、西ドイツの大使などを経て1960年（昭和35年）外務次官。1963年（昭和38年）アメリカ大使として赴任。1967年（昭和42年）6月帰朝、同年9月退官。退官後は、日本航空株式会社顧問、日本ロシュ株式会社会長などを歴任。1973年（昭和48年）11月勲一等瑞宝賞を受ける。1999年（平成11年）9月6日死去。

## 栄典
- 勲一等瑞宝賞受賞